# Acanthodactylus blanfordii
Acanthodactylus blanfordii là một loài thằn lằn trong họ Lacertidae. Loài này được Boulenger mô tả khoa học đầu tiên năm 1918.